# Ichthyodes websteri
Ichthyodes websteri är en skalbaggsart som beskrevs av Stefan von Breuning 1970. Ichthyodes websteri ingår i släktet Ichthyodes och familjen långhorningar. Inga underarter finns listade i Catalogue of Life.